# Campeonato Nacional B 1992-93
El Torneo Nacional B 1992-1993 fue la séptima temporada de la Primera B Nacional, la segunda categoría del fútbol argentino. Fue disputado entre el 8 de agosto de 1992 y el 7 de agosto de 1993.
Se incorporaron a la categoría Quilmes y Unión, descendidos de la Primera División; Ituzaingó, campeón de la Primera B Metropolitana, así como Gimnasia y Tiro (S) y Arsenal, ganadores de los zonales Noroeste y Sureste, respectivamente, disputados por equipos de la Primera B y del Torneo del Interior.
El campeón del torneo fue Banfield, que le ganó el desempate a Colón, tras haber igualado el primer puesto. El segundo ascenso fue para Gimnasia y Tiro (S), por medio del Torneo reducido.
Asimismo, descendieron Villa Dálmine y Defensa y Justicia a la Primera B Metropolitana, y Racing (C) a su respectiva liga regional, por medio de la tabla de promedios.

## Ascensos y descensos
| Promedio | Descendidos del Nacional B 1991-92 |
| -------- | ---------------------------------- |
| 20.º     | Deportivo Maipú (Mendoza)          |
| 21.º     | San Martín (San Juan)              |
| 22.º     | Central Córdoba (SdE)              |

| Posición       | Ascendidos al Nacional B 1992-93 |
| -------------- | -------------------------------- |
| 1.º            | Ituzaingó                        |
| Zonal Noroeste | Gimnasia y Tiro (Salta)          |
| Zonal Sureste  | Arsenal                          |

| Posición  | Ascendidos a la Primera División 1992-93 |
| --------- | ---------------------------------------- |
| 1.º       | Lanús                                    |
| Gan. Red. | San Martín (T)                           |

| Promedio | Descendidos de la Primera División 1991-92 |
| -------- | ------------------------------------------ |
| 19.º     | Unión                                      |
| 20.º     | Quilmes                                    |

## Equipos participantes
| Equipo              | Ciudad               | Estadio                          | Capacidad |
| ------------------- | -------------------- | -------------------------------- | --------- |
| Almirante Brown     | Isidro Casanova      | Fragata Presidente Sarmiento     | 25.000    |
| Arsenal             | Sarandí              | Arsenal                          | 5900      |
| Atlético de Rafaela | Rafaela              | Nuevo Monumental                 | 14.660    |
| Atlético Tucumán    | Tucumán              | Monumental José Fierro           | 29.200    |
| Banfield            | Banfield             | Florencio Sola                   | 33.305    |
| Central Córdoba (R) | Rosario              | Gabino Sosa                      | 10 000    |
| Chaco For Ever      | Resistencia          | Juan Alberto García              | 15.000    |
| Colón               | Santa Fe             | Brigadier Estanislao López       | 30.700    |
| Defensa y Justicia  | Florencio Varela     | Norberto Tomaghello              | 18.000    |
| Deportivo Italiano  | Ciudad Evita         | No posee                         | 12.000    |
| Deportivo Laferrere | Laferrere            | Ciudad de Laferrere              | 10 000    |
| Deportivo Morón     | Morón                | Francisco Urbano                 | 19.000    |
| Douglas Haig        | Pergamino            | Miguel Morales                   | 16.000    |
| Gimnasia y Tiro     | Salta                | Gigante del Norte                | 25.000    |
| Instituto           | Córdoba              | Juan Domingo Perón               | 26.000    |
| Ituzaingó           | Ituzaingó            | Ituzaingó                        | 3500      |
| Nueva Chicago       | Buenos Aires         | Nueva Chicago                    | 25.000    |
| Quilmes             | Quilmes              | Guido y Sarmiento                | 30.000    |
| Racing (C)          | Córdoba              | Miguel Sancho                    | 15.000    |
| Talleres (RE)       | Remedios de Escalada | Talleres de Remedios de Escalada | 16.000    |
| Unión               | Santa Fe             | 15 de Abril                      | 28.000    |
| Villa Dálmine       | Campana              | Villa Dálmine                    | 12.000    |

### Distribución geográfica de los equipos
| Región                   | Cant. | Equipos |
| ------------------------ | ----- | --- |
| Ciudad de Buenos Aires   | 1     | Nueva Chicago |
| conurbano bonaerense     | 10    | Almirante Brown, Arsenal, Banfield, Defensa y Justicia, Deportivo Italiano, Deportivo Laferrere, Deportivo Morón, Ituzaingó, Quilmes y Talleres (RE) |
| Interior de la Provincia | 2     | Douglas Haig y Villa Dálmine |
| Provincia de Córdoba     | 2     | Instituto y Racing |
| Provincia de Santa Fe    | 4     | Atlético de Rafaela, Central Córdoba (R), Colón y Unión                                                                                              |
| Provincia de Tucumán     | 1     | Atlético Tucumán |
| Provincia del Chaco      | 1     | Chaco For Ever |
| Provincia de Salta       | 1     | Gimnasia y Tiro |

## Formato

### Competición
Se disputó un torneo de 42 fechas por el sistema de todos contra todos, a dos ruedas.

### Ascensos
El campeón ascendió a la Primera División. Por su parte, los equipos ubicados entre el segundo y el octavo puesto, así como el campeón de la Primera B disputaron un Torneo reducido por eliminación directa a dos partidos. El ganador ascendió junto con el campeón.

### Descensos
Fueron definidos mediante una tabla de promedios determinados por el cociente entre los puntos obtenidos y los partidos jugados en las tres últimas temporadas. Los equipos que ocuparon los tres últimos puestos descendieron a la Primera B o a su respectiva liga regional, según correspondía.

## Clasificación

Club Atlético Banfield Campeón de la Primera B Nacional 1992-93 (1.º título) Ascendido a Primera División.

| Pos | Equipos             | Pts | PJ | PGT | PET | PPT | PGL | PEL | PPL | PGV | PEV | PPV | GF | GC | Dif |
| --- | ------------------- | --- | -- | --- | --- | --- | --- | --- | --- | --- | --- | --- | -- | -- | --- |
| 1   | Banfield            | 56  | 42 | 23  | 10  | 9   | 15  | 3   | 3   | 8   | 7   | 6   | 77 | 40 | 37  |
| 2   | Colón               | 56  | 42 | 20  | 16  | 6   | 14  | 5   | 2   | 6   | 11  | 4   | 59 | 42 | 17  |
| 3   | Gimnasia y Tiro     | 51  | 42 | 20  | 11  | 11  | 15  | 4   | 2   | 5   | 7   | 9   | 63 | 39 | 24  |
| 4   | Deportivo Italiano  | 48  | 42 | 17  | 14  | 11  | 11  | 6   | 4   | 6   | 8   | 7   | 65 | 49 | 16  |
| 5   | Central Córdoba (R) | 46  | 42 | 17  | 12  | 13  | 9   | 6   | 6   | 8   | 6   | 7   | 54 | 50 | 4   |
| 6   | Arsenal             | 45  | 42 | 12  | 21  | 9   | 7   | 11  | 3   | 5   | 10  | 6   | 38 | 31 | 7   |
| 7   | Quilmes             | 45  | 42 | 11  | 23  | 8   | 4   | 12  | 5   | 7   | 11  | 3   | 43 | 37 | 6   |
| 8   | Almirante Brown     | 45  | 42 | 16  | 13  | 13  | 13  | 4   | 4   | 3   | 9   | 9   | 42 | 47 | -5  |
| 9   | Nueva Chicago       | 44  | 42 | 17  | 10  | 15  | 11  | 6   | 4   | 6   | 4   | 11  | 46 | 48 | -2  |
| 10  | Unión               | 43  | 42 | 13  | 17  | 12  | 9   | 7   | 5   | 4   | 10  | 7   | 61 | 49 | 12  |
| 11  | Atlético de Rafaela | 43  | 42 | 12  | 19  | 11  | 9   | 9   | 3   | 3   | 10  | 8   | 44 | 39 | 5   |
| 12  | Atlético Tucumán    | 42  | 42 | 13  | 16  | 13  | 11  | 7   | 3   | 2   | 9   | 10  | 47 | 43 | 4   |
| 13  | Chaco For Ever      | 41  | 42 | 13  | 15  | 14  | 7   | 11  | 3   | 6   | 4   | 11  | 46 | 43 | 3   |
| 14  | Talleres (RdE)      | 41  | 42 | 11  | 19  | 12  | 11  | 6   | 4   | 0   | 13  | 8   | 40 | 47 | -7  |
| 15  | Instituto           | 41  | 42 | 10  | 21  | 11  | 6   | 13  | 2   | 4   | 8   | 9   | 46 | 55 | -9  |
| 16  | Deportivo Laferrere | 40  | 42 | 11  | 18  | 13  | 7   | 8   | 6   | 4   | 10  | 7   | 35 | 41 | -6  |
| 17  | Ituzaingó           | 38  | 42 | 10  | 18  | 14  | 4   | 11  | 6   | 6   | 7   | 8   | 35 | 51 | -16 |
| 18  | Deportivo Morón     | 35  | 42 | 8   | 19  | 15  | 7   | 10  | 4   | 1   | 9   | 11  | 39 | 47 | -8  |
| 19  | Douglas Haig        | 34  | 42 | 9   | 16  | 17  | 5   | 9   | 7   | 4   | 7   | 10  | 39 | 51 | -12 |
| 20  | Defensa y Justicia  | 33  | 42 | 10  | 13  | 19  | 8   | 5   | 8   | 2   | 8   | 11  | 46 | 54 | -8  |
| 21  | Villa Dálmine       | 29  | 42 | 6   | 17  | 19  | 6   | 12  | 3   | 0   | 5   | 16  | 22 | 57 | -35 |
| 22  | Racing (C)          | 28  | 42 | 5   | 18  | 19  | 5   | 13  | 3   | 0   | 5   | 16  | 37 | 64 | -27 |

|  |                                       |
|  | Campeón. Asciende a Primera División. |
|  | Clasificados al Torneo Reducido.      |

- Club Atlético Banfield
Campeón de la Primera B Nacional 1992-93 (1.º título)
Ascendido a Primera División.

## Resultados
| 1ª  | fechas                    | 22ª |
| 1-1 | Talleres (RE)-Banfield    | 3-3 |
| 3-2 | Quilmes-Defensa           | 2-0 |
| 0-0 | Dálmine-Central Cba.(Ros) | 0-3 |
| 0-0 | Douglas Haig-Atl.Rafaela  | 0-0 |
| 0-0 | Arsenal-Atl.Tucumán       | 0-0 |
| 0-0 | Ituzaingó-Laferrere       | 1-4 |
| 1-1 | Racing (Cba)-Colón        | 0-1 |
| 0-0 | Chaco F.E.-Italiano       | 1-3 |
| 1-1 | Unión-Instituto           | 1-0 |
| 1-0 | Nueva Chicago-Gimn.y Tiro | 0-3 |
| 0-0 | Alm.Brown-Morón           | 0-0 |

| 4ª  | fechas                      | 25ª |
| 2-2 | Racing (Cba)-Talleres (RE)  | 1-2 |
| 0-0 | Chaco F.E.-Ituzaingó        | 4-1 |
| 0-0 | Italiano-Arsenal            | 0-0 |
| 0-0 | Atl.Tucumán-Quilmes         | 2-1 |
| 1-0 | Atl.Rafaela-Nueva Chicago   | 1-0 |
| 3-0 | Morón-Instituto             | 1-1 |
| 1-0 | Gimn.y Tiro-Banfield        | 3-1 |
| 1-2 | Defensa-Unión               | 2-4 |
| 2-0 | Colón-Douglas Haig          | 2-0 |
| 1-1 | Laferrere-Dálmine           | 0-0 |
| 0-1 | Central Cba.(Ros)-Alm.Brown | 3-0 |

| 7ª  | fechas                      | 28ª |
| 3-1 | Talleres (RE)-Gimn.y Tiro   | 0-3 |
| 0-0 | Morón-Defensa               | 1-2 |
| 0-1 | Instituto-Central Cba.(Ros) | 1-1 |
| 1-0 | Banfield-Atl.Rafaela        | 1-3 |
| 1-0 | Alm.Brown-Laferrere         | 2-1 |
| 0-0 | Nueva Chicago-Colón         | 1-1 |
| 1-2 | Quilmes-Italiano            | 1-0 |
| 0-1 | Dálmine-Chaco F.E.          | 1-3 |
| 0-0 | Douglas Haig-Racing (Cba)   | 1-1 |
| 3-0 | Arsenal-Ituzaingó           | 0-0 |
| 4-1 | Unión-Atl.Tucumán           | 0-1 |

| 10ª | fechas                     | 31ª |
| 7-0 | Arsenal-Dálmine            | 0-0 |
| 0-1 | Ituzaingó-Quilmes          | 0-3 |
| 2-0 | Racing (Cba)-Nueva Chicago | 1-2 |
| 4-0 | Chaco F.E.-Alm.Brown       | 0-1 |
| 2-3 | Italiano-Unión             | 0-0 |
| 0-0 | Laferrere-Instituto        | 0-2 |
| 1-2 | Atl.Tucumán-Morón          | 1-2 |
| 3-1 | Atl.Rafaela-Gimn.y Tiro    | 1-1 |
| 1-3 | Central Cba.(Ros)-Defensa  | 0-3 |
| 0-2 | Colón-Banfield             | 0-7 |
| 1-0 | Douglas Haig-Talleres (RE) | 3-1 |

| 13ª | fechas                        | 34ª |
| 1-0 | Talleres (RE)-Atl.Rafaela     | 2-4 |
| 2-2 | Central Cba.(Ros)-Atl.Tucumán | 5-2 |
| 1-2 | Defensa-Laferrere             | 1-2 |
| 3-1 | Morón-Italiano                | 2-5 |
| 1-0 | Instituto-Chaco F.E.          | 2-2 |
| 3-1 | Banfield-Racing (Cba)         | 1-1 |
| 1-2 | Unión-Ituzaingó               | 1-1 |
| 0-1 | Alm.Brown-Arsenal             | 1-1 |
| 1-2 | Nueva Chicago-Douglas Haig    | 0-2 |
| 1-1 | Quilmes-Dálmine               | 0-0 |
| 3-0 | Gimn.y Tiro-Colón             | 1-3 |

| 16ª | fechas                      | 37ª |
| 2-0 | Chaco F.E.-Defensa          | 0-0 |
| 1-1 | Nueva Chicago-Talleres (RE) | 2-0 |
| 1-1 | Arsenal-Instituto           | 0-2 |
| 1-0 | Racing (Cba)-Gimn.y Tiro    | 2-4 |
| 2-3 | Italiano-Central Cba.(Ros)  | 0-2 |
| 2-1 | Colón-Atl.Rafaela           | 2-2 |
| 1-1 | Douglas Haig-Banfield       | 0-1 |
| 1-0 | Laferrere-Atl.Tucumán       | 0-0 |
| 1-1 | Quilmes Alm.Brown           | 0-0 |
| 1-1 | Ituzaingó-Morón             | 0-2 |
| 2-1 | Dálmine-Unión               | 1-4 |

| 19ª | fechas                      | 40ª |
| 0-0 | Talleres (RE)-Colón         | 0-0 |
| 2-2 | Laferrere-Italiano          | 0-0 |
| 2-0 | Atl.Rafaela-Racing (Cba)    | 1-0 |
| 0-1 | Central Cba.(Ros)-Ituzaingó | 0-3 |
| 0-1 | Defensa-Arsenal             | 0-1 |
| 1-0 | Gimn.y Tiro-Douglas Haig    | 0-0 |
| 0-0 | Morón-Dálmine               | 0-1 |
| 1-1 | Instituto-Quilmes           | 2-2 |
| 2-3 | Banfield-Nueva Chicago      | 1-3 |
| 3-2 | Atl.Tucumán-Chaco F.E.      | 1-1 |
| 0-0 | Unión-Alm.Brown             | 2-3 |

| 2ª  | fechas                    | 23ª |
| 2-0 | Chaco F.E.-Talleres (RE)  | 0-1 |
| 3-0 | Italiano-Racing (Cba)     | 2-1 |
| 0-2 | Laferrere-Arsenal         | 1-1 |
| 1-1 | Atl.Rafaela-Dálmine       | 1-1 |
| 1-1 | Central Cba.(Ros)-Quilmes | 1-2 |
| 2-1 | Defensa-Nueva Chicago     | 0-0 |
| 1-1 | Morón-Unión               | 1-1 |
| 1-1 | Instituto-Banfield        | 1-3 |
| 0-0 | Colón-Ituzaingó           | 0-0 |
| 4-0 | Atl.Tucumán-Douglas Haig  | 2-2 |
| 1-1 | Gimn.y Tiro-Alm.Brown     | 0-2 |

| 5ª  | fechas                    | 26ª |
| 0-0 | Talleres (RE)-Morón       | 0-0 |
| 2-2 | Instituto-Gimn.y Tiro     | 0-3 |
| 1-0 | Banfield-Defensa          | 0-3 |
| 1-0 | Alm.Brown-Atl.Rafaela     | 0-0 |
| 2-0 | Nueva Chicago-Atl.Tucumán | 1-2 |
| 0-1 | Quilmes-Laferrere         | 0-2 |
| 0-0 | Dálmine-Colón             | 0-1 |
| 0-2 | Douglas Haig-Italiano     | 2-2 |
| 1-0 | Arsenal-Chaco F.E.        | 1-1 |
| 1-1 | Ituzaingó-Racing (Cba)    | 0-1 |
| 0-0 | Unión-Central Cba.(Ros)   | 4-0 |

| 8ª  | fechas                  | 29ª |
| 1-1 | Arsenal-Talleres (RE)   | 1-1 |
| 2-2 | Ituzaingó-Douglas Haig  | 2-1 |
| 0-0 | Racing (Cba)-Dálmine    | 0-2 |
| 1-1 | Chaco F.E.-Quilmes      | 2-1 |
| 1-0 | Italiano-Nueva Chicago  | 1-2 |
| 1-1 | Laferrere-Unión         | 0-3 |
| 2-1 | Atl.Tucumán-Banfield    | 0-1 |
| 1-2 | Atl.Rafaela-Instituto   | 1-1 |
| 1-0 | Central Cba.(Ros)-Morón | 0-2 |
| 1-1 | Defensa-Gimn.y Tiro     | 0-2 |
| 2-0 | Colón-Alm.Brown         | 2-1 |

| 11ª | fechas                          | 32ª |
| 3-0 | Talleres (RE)-Central Cba.(Ros) | 0-0 |
| 0-0 | Defensa-Atl.Rafaela             | 1-0 |
| 2-2 | Instituto-Colón                 | 0-6 |
| 2-2 | Banfield-Italiano               | 1-1 |
| 3-2 | Alm.Brown-Racing (Cba)          | 0-2 |
| 0-1 | Nueva Chicago-Ituzaingó         | 2-1 |
| 1-3 | Quilmes-Arsenal                 | 0-0 |
| 1-0 | Dálmine-Douglas Haig            | 0-4 |
| 2-0 | Gimn.y Tiro-Atl.Tucumán         | 2-0 |
| 0-2 | Morón-Laferrere                 | 1-1 |
| 0-1 | Unión-Chaco F.E.                | 0-0 |

| 14ª | fechas                      | 35ª |
| 1-1 | Quilmes-Talleres (RE)       | 3-1 |
| 0-0 | Dálmine-Nueva Chicago       | 1-2 |
| 0-0 | Douglas Haig-Alm.Brown      | 1-2 |
| 1-1 | Arsenal-Unión               | 1-2 |
| 1-4 | Ituzaingó-Banfield          | 0-1 |
| 0-1 | Racing (Cba)-Instituto      | 0-0 |
| 1-0 | Chaco F.E.-Morón            | 1-0 |
| 0-2 | Italiano-Gimn.y Tiro        | 0-2 |
| 2-1 | Colón-Defensa               | 1-4 |
| 0-2 | Laferrere-Central Cba.(Ros) | 0-0 |
| 0-1 | Atl.Tucumán-Atl.Rafaela     | 1-2 |

| 17ª | fechas                       | 38ª |
| 1-0 | Talleres (RE)-Laferrere      | 1-1 |
| 0-0 | Atl.Rafaela-Italiano         | 1-3 |
| 2-1 | Central Cba.(Ros)-Chaco F.E. | 2-2 |
| 5-0 | Defensa-Racing (Cba)         | 1-1 |
| 0-1 | Morón-Arsenal                | 0-1 |
| 1-1 | Instituto-Douglas Haig       | 2-1 |
| 3-0 | Banfield-Dálmine             | 1-0 |
| 2-0 | Alm.Brown-Nueva Chicago      | 1-2 |
| 0-0 | Atl.Tucumán-Colón            | 0-3 |
| 4-1 | Gimn.y Tiro-Ituzaingó        | 2-3 |
| 2-0 | Unión-Quilmes                | 1-1 |

| 20ª | fechas                    | 41ª |
| 0-0 | Unión-Talleres (RE)       | 0-2 |
| 2-1 | Alm.Brown-Banfield        | 0-3 |
| 1-0 | Nueva Chicago-Instituto   | 1-1 |
| 1-1 | Quilmes-Morón             | 0-0 |
| 0-0 | Dálmine-Gimn.y Tiro       | 0-3 |
| 0-0 | Arsenal-Central Cba.(Ros) | 0-2 |
| 1-1 | Ituzaingó-Atl.Rafaela     | 1-1 |
| 0-0 | Racing (Cba)-Atl.Tucumán  | 0-3 |
| 1-1 | Chaco F.E.-Laferrere      | 0-0 |
| 3-1 | Italiano-Colón            | 0-1 |
| 5-0 | Douglas Haig-Defensa      | 0-3 |

| 3ª  | fechas                          | 24ª |
| 2-1 | Talleres (RE)-Instituto         | 0-2 |
| 1-0 | Banfield-Morón                  | 1-1 |
| 1-1 | Alm.Brown-Defensa               | 1-1 |
| 1-2 | Nueva Chicago-Central Cba.(Ros) | 0-4 |
| 1-1 | Quilmes-Atl.Rafaela             | 1-2 |
| 3-2 | Dálmine-Atl.Tucumán             | 1-2 |
| 1-0 | Douglas Haig-Laferrere          | 1-0 |
| 0-2 | Arsenal-Colón                   | 2-2 |
| 2-5 | Ituzaingó-Italiano              | 0-2 |
| 0-0 | Racing (Cba)-Chaco F.E.         | 1-5 |
| 4-1 | Unión-Gimn.y Tiro               | 0-4 |

| 6ª  | fechas                     | 27ª |
| 0-0 | Ituzaingó-Talleres (RE)    | 0-0 |
| 1-1 | Racing (Cba)-Arsenal       | 1-2 |
| 0-0 | Chaco F.E.-Douglas Haig    | 3-1 |
| 3-0 | Italiano-Dálmine           | 1-1 |
| 0-3 | Laferrere-Nueva Chicago    | 1-1 |
| 2-0 | Atl.Tucumán-Alm.Brown      | 0-0 |
| 1-1 | Atl.Rafaela-Unión          | 1-1 |
| 1-2 | Central Cba.(Ros)-Banfield | 2-2 |
| 0-0 | Defensa-Instituto          | 2-2 |
| 1-1 | Gimn.y Tiro-Morón          | 2-3 |
| 2-2 | Colón-Quilmes              | 0-0 |

| 9ª  | fechas                        | 30ª |
| 4-1 | Talleres (RE)-Defensa         | 0-4 |
| 0-0 | Morón-Atl.Rafaela             | 1-2 |
| 2-2 | Instituto-Atl.Tucumán         | 0-3 |
| 2-0 | Banfield-Laferrere            | 0-1 |
| 3-0 | Alm.Brown-Italiano            | 1-4 |
| 2-1 | Nueva Chicago-Chaco F.E.      | 1-0 |
| 1-1 | Quilmes-Racing (Cba)          | 0-2 |
| 0-0 | Dálmine-Ituzaingó             | 0-2 |
| 0-0 | Douglas Haig-Arsenal          | 1-3 |
| 0-2 | Gimn.y Tiro-Central Cba.(Ros) | 1-0 |
| 1-2 | Unión-Colón                   | 1-1 |

| 12ª | fechas                        | 33ª |
| 0-0 | Dálmine-Talleres (RE)         | 0-1 |
| 2-4 | Douglas Haig-Quilmes          | 0-2 |
| 0-2 | Arsenal-Nueva Chicago         | 0-0 |
| 0-1 | Ituzaingó-Alm.Brown           | 2-1 |
| 1-1 | Racing (Cba)-Unión            | 1-2 |
| 0-3 | Chaco F.E.-Banfield           | 0-4 |
| 3-2 | Italiano-Instituto            | 2-2 |
| 0-1 | Laferrere-Gimn.y Tiro         | 2-2 |
| 1-2 | Atl.Rafaela-Central Cba.(Ros) | 1-2 |
| 3-1 | Colón-Morón                   | 1-0 |
| 0-0 | Atl.Tucumán-Defensa           | 2-0 |

| 15ª | fechas                    | 36ª |
| 1-0 | Talleres (RE)-Atl.Tucumán | 1-1 |
| 2-2 | Central Cba.(Ros)-Colón   | 1-3 |
| 1-2 | Defensa-Italiano          | 1-1 |
| 2-2 | Morón-Racing (Cba)        | 2-5 |
| 0-0 | Instituto-Ituzaingó       | 1-1 |
| 3-0 | Banfield-Arsenal          | 3-1 |
| 1-0 | Alm.Brown-Dálmine         | 1-2 |
| 1-1 | Nueva Chicago-Quilmes     | 0-0 |
| 2-0 | Atl.Rafaela-Laferrere     | 1-2 |
| 1-0 | Gimn.y Tiro-Chaco F.E.    | 1-1 |
| 1-2 | Unión-Douglas Haig        | 1-1 |

| 18ª | fechas                         | 39ª |
| 2-1 | Alm.Brown-Talleres (RE)        | 1-1 |
| 2-1 | Nueva Chicago-Unión            | 1-4 |
| 0-0 | Quilmes-Banfield               | 1-0 |
| 0-2 | Dálmine-Instituto              | 0-1 |
| 0-0 | Douglas Haig-Morón             | 1-1 |
| 0-0 | Arsenal-Gimn.y Tiro            | 0-1 |
| 1-0 | Ituzaingó-Defensa              | 0-1 |
| 0-0 | Racing (Cba)-Central Cba.(Ros) | 2-5 |
| 2-1 | Chaco F.E.-Atl.Rafaela         | 1-1 |
| 0-0 | Italiano-Atl.Tucumán           | 1-2 |
| 0-2 | Colón-Laferrere                | 2-2 |

| 21ª | fechas                         | 42ª |
| 1-2 | Talleres (RE)-Italiano         | 0-2 |
| 1-0 | Colón-Chaco F.E.               | 3-0 |
| 1-0 | Laferrere-Racing (Cba)         | 1-1 |
| 0-0 | Atl.Rafaela-Arsenal            | 1-1 |
| 1-0 | Central Cba.(Ros)-Douglas Haig | 2-0 |
| 1-0 | Defensa-Dálmine                | 1-1 |
| 2-0 | Morón-Nueva Chicago            | 2-4 |
| 3-2 | Instituto-Alm.Brown            | 1-2 |
| 3-2 | Banfield-Unión                 | 2-1 |
| 0-0 | Atl.Tucumán-Ituzaingó          | 0-0 |
| 0-1 | Gimn.y Tiro-Quilmes            | 0-0 |

## Desempate por el campeonato
Banfield y Colón debieron disputar un partido desempate por haber igualado el primer puesto. El ganador fue Banfield, que venció a su rival en la serie de tiros desde el punto penal y, de esta manera, obtuvo el campeonato y, con él, el primer ascenso a la Primera División.
| Partido  |               |          |                             |                     |
| Equipo 1 | Resultado     | Equipo 2 | Estadio                     | Fecha               |
| -------- | ------------- | -------- | --------------------------- | ------------------- |
| Banfield | (5) 0 - 0 (4) | Colón    | Estadio Olímpico de Córdoba | 26 de junio de 1993 |

## Torneo Reducido
Para esta temporada, el Reducido por el segundo ascenso a Primera división sufiró modificaciones en su formato de juego. Primeramente, se redujo el número de plazas del torneo, siendo reducido el número de cupos para los aspirantes de la B Nacional y fueron suprimidos los equipos ganadores de los Torneos Zonales de Ascenso 1992-93, quedando el certamen circunscrito sólo entre los clasificados por la B Nacional y el campeón de la B Metropolitana, temporada 1992-93. Con relación a los clasificados, los equipos ranqueados del 2.º al 8.º puesto del Campeonato Nacional B 1992-93 disputaron el Reducido por el segundo ascenso a Primera, enfrentándose al campeón de la temporada 1992-93 de la Primera B Metropolitana, el Club Atlético All Boys. 
Lo que no varió en esta temporada, fue el sistema de juego, disùtándose llaves de ida y vuelta, y el establecimiento de ventajas deportivas a favor de los equipos que disputaron el Campeonato Nacional B, dependiendo de las posiciones en que finalizaron y también con relación al campeón de la B Metropolitana. Tales ventajas variaban entre definir las llaves en condición de local por parte de los equipos mejor ranqueados o el pase de ronda a favor de tales equipos en caso de empate global.
El ganador de este torneo fue el Club de Gimnasia y Tiro, que obtuvo la segunda plaza para ascender a la Primera División.
|  | Cuartos de final    | Cuartos de final | Cuartos de final    | Cuartos de final |   |                     | Semifinales       | Semifinales       | Semifinales       | Semifinales       |  |                     | Final                     | Final                     | Final                     | Final                     |  |
|  | 3 al 11 de julio    | 3 al 11 de julio | 3 al 11 de julio    | 3 al 11 de julio |   |                     | 17 al 25 de julio | 17 al 25 de julio | 17 al 25 de julio | 17 al 25 de julio |  |                     | 31 de julio y 7 de agosto | 31 de julio y 7 de agosto | 31 de julio y 7 de agosto | 31 de julio y 7 de agosto |  |
|  |                     |                  |                     |                  |   |                     |                   |                   |                   |                   |  |                     |                           |                           |                           |                           |  |
|  |                     |                  |                     |                  |   |                     |                   |                   |                   |                   |  |                     |                           |                           |                           |                           |  |
|  | Gimnasia y Tiro (S) | 1                | 4                   | 5                |   |                     |                   |                   |                   |                   |  |                     |                           |                           |                           |                           |  |
|  | Gimnasia y Tiro (S) | 1                | 4                   | 5                |   |                     |                   |                   |                   |                   |  |                     |                           |                           |                           |                           |  |
|  | Almirante Brown     | 1                | 0                   | 1                |   |                     |                   |                   |                   |                   |  |                     |                           |                           |                           |                           |  |
|  | Almirante Brown     | 1                | 0                   | 1                |   | Gimnasia y Tiro (S) | 2                 | 1                 | 3                 |                   |  |                     |                           |                           |                           |                           |  |
|  |                     |                  |                     |                  |   | Gimnasia y Tiro (S) | 2                 | 1                 | 3                 |                   |  |                     |                           |                           |                           |                           |  |
|  |                     |                  | Sportivo Italiano   | 2                | 0 | 2                   |                   |                   |                   |                   |  |                     |                           |                           |                           |                           |  |
|  | Sportivo Italiano   | 0                | Sportivo Italiano   | 2                | 0 | 2                   | 1                 | 1                 |                   |                   |  |                     |                           |                           |                           |                           |  |
|  | Sportivo Italiano   | 0                |                     |                  |   |                     |                   |                   |                   |                   |  |                     |                           |                           |                           |                           |  |
|  | Quilmes             | 0                | 0                   | 0                |   |                     |                   |                   |                   |                   |  |                     |                           |                           |                           |                           |  |
|  | Quilmes             | 0                | 0                   | 0                |   |                     |                   |                   |                   |                   |  | Gimnasia y Tiro (S) | 2                         | 3                         | 5                         |                           |  |
|  |                     |                  |                     |                  |   |                     |                   |                   |                   |                   |  | Gimnasia y Tiro (S) | 2                         | 3                         | 5                         |                           |  |
|  |                     |                  | Central Córdoba (R) | 0                | 2 | 2                   |                   |                   |                   |                   |  |                     |                           |                           |                           |                           |  |
|  | Colón               | 1                | Central Córdoba (R) | 0                | 2 | 2                   | 1                 | 2                 |                   |                   |  |                     |                           |                           |                           |                           |  |
|  | Colón               | 1                |                     |                  |   |                     |                   |                   |                   |                   |  |                     |                           |                           |                           |                           |  |
|  | All Boys            | 0                | 1                   | 1                |   |                     |                   |                   |                   |                   |  |                     |                           |                           |                           |                           |  |
|  | All Boys            | 0                | 1                   | 1                |   | Colón               | 2                 | 0                 | 2                 |                   |  |                     |                           |                           |                           |                           |  |
|  |                     |                  |                     |                  |   | Colón               | 2                 | 0                 | 2                 |                   |  |                     |                           |                           |                           |                           |  |
|  |                     |                  | Central Córdoba (R) | 1                | 3 | 4                   |                   |                   |                   |                   |  |                     |                           |                           |                           |                           |  |
|  | Central Córdoba (R) | 1                | Central Córdoba (R) | 1                | 3 | 4                   | 2                 | 3                 |                   |                   |  |                     |                           |                           |                           |                           |  |
|  | Central Córdoba (R) | 1                |                     |                  |   |                     |                   |                   |                   |                   |  |                     |                           |                           |                           |                           |  |
|  | Arsenal             | 1                | 0                   | 1                |   |                     |                   |                   |                   |                   |  |                     |                           |                           |                           |                           |  |
|  | Arsenal             | 1                | 0                   | 1                |   |                     |                   |                   |                   |                   |  |                     |                           |                           |                           |                           |  |
|  |                     |                  |                     |                  |   |                     |                   |                   |                   |                   |  |                     |                           |                           |                           |                           |  |

- Nota: En cada llave, el equipo que ocupa la primera línea es el que definió la serie como local.

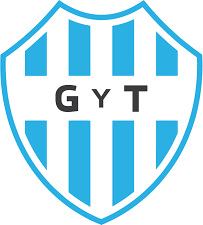
Club de Gimnasia y Tiro Ascendido a Primera División.

## Tabla de Promedios
| Pos  | Equipo              | 1990/91 | 1991/92 | 1992/93 | Total | PJ  | Promedio |
| ---- | ------------------- | ------- | ------- | ------- | ----- | --- | -------- |
| 1.º  | Gimnasia y Tiro (S) | -       | -       | 51      | 51    | 42  | 1,214    |
| 2.º  | Quilmes             | 54      | -       | 45      | 99    | 84  | 1,176    |
| 3.º  | Colón               | 36      | 52      | 56      | 144   | 126 | 1,143    |
| 4.º  | Almirante Brown     | 46      | 52      | 45      | 143   | 126 | 1,135    |
| 5.º  | Banfield            | 47      | 40      | 56      | 143   | 126 | 1,135    |
| 6.º  | Atlético Tucumán    | 52      | 46      | 42      | 140   | 126 | 1,111    |
| 7.º  | Nueva Chicago       | -       | 49      | 44      | 93    | 84  | 1,107    |
| 8.º  | Arsenal             | -       | -       | 45      | 45    | 42  | 1,071    |
| 9.º  | Instituto           | 44      | 47      | 41      | 132   | 126 | 1,048    |
| 10.º | Central Córdoba (R) | -       | 42      | 46      | 88    | 84  | 1,048    |
| 11.º | Chaco For Ever      | -       | 46      | 41      | 87    | 84  | 1,036    |
| 12.º | Unión               | -       | -       | 43      | 43    | 42  | 1,024    |
| 13.º | Douglas Haig        | 44      | 50      | 34      | 128   | 126 | 1,016    |
| 14.º | Talleres (RE)       | 41      | 44      | 41      | 126   | 126 | 1,000    |
| 15.º | Atlético Rafaela    | 42      | 35      | 43      | 120   | 126 | 0,952    |
| 16.º | Deportivo Italiano  | 34      | 38      | 48      | 120   | 126 | 0,952    |
| 17.º | Deportivo Morón     | 43      | 41      | 35      | 119   | 126 | 0,944    |
| 18.º | Deportivo Laferrere | 39      | 39      | 40      | 118   | 126 | 0,937    |
| 19.º | Ituzaingó           | -       | -       | 38      | 38    | 42  | 0,905    |
| 20.º | Racing de Córdoba   | 40      | 43      | 28      | 111   | 126 | 0,881    |
| 21.º | Defensa y Justicia  | 38      | 38      | 33      | 109   | 126 | 0,865    |
| 22.º | Villa Dálmine       | 39      | 29      | 29      | 97    | 126 | 0,770    |

|  | Descendieron a la tercera categoría. |

## Descensos
Villa Dálmine, Defensa y Justicia y Racing (Córdoba) descendieron por peor promedio en las últimas tres temporadas.
Desde esta temporada no hubo más promociones entre equipos indirectamente afiliados de la misma provincia, como en anteriores ediciones de este certamen.